# Mario Bettini
Mario Bettini (latinisiert Marius Bettinus; * 6. Februar 1582 in Bologna; † 7. November 1657 ebenda) war ein italienischer Jesuit, Astronom, Mathematiker, Naturwissenschaftler, Musiktheoretiker und Dichter. In Anerkennung seiner Verdienste um die Astronomie wurde der Mondkrater Bettinus nach ihm benannt.

## Leben
Mario Bettini trat 1595 in den Orden ein. Zwischen 1602 und 1630 hielt er sich hauptsächlich in Parma auf und lehrte Philosophie und mathematische Wissenschaften am dortigen Jesuitenkolleg. Zugleich unterrichtete er mathematische Wissenschaften am Hof der Farnese. In Parma erwarb Bettini sich nicht nur einen guten Ruf als Lehrer der mathematischen Wissenschaften, sondern auch als Dichter und Bühnenautor. Wegen gesundheitlicher Probleme wurde er 1630 nach Bologna versetzt, wo er bis zu seinem Tod blieb.
Nach seiner Rückkehr nach Bologna im Jahr 1630 verfasste Bettini zwei umfangreiche Werke über die mathematischen Wissenschaften, die gleichermaßen als Lehrbuch konzipiert waren wie als Werke zur Unterhaltungsmathematik, wie sie sich im 17. Jahrhundert wachsender Beliebtheit erfreuten. Zunächst erschienen 1642 zwei reich bebilderte Foliobände unter dem Titel Apiaria universae philosophiae mathematicae („Bienenstöcke der gesamten mathematischen Wissenschaften“). Ein Großteil des Buches ist der Geometrie gewidmet. Die beiden Bände waren dem kaiserlichen General Matthias Gallas gewidmet. Ihnen war ein Frontispiz beigegeben, das Giuliano Dinarelli entworfen und Francesco Curti gestochen hatte. Diesen erfolgreichen Bänden ließ Bettini 1648 sein Aerarium philosophiae mathematicae folgen, die Schatzkiste der mathematischen Wissenschaften.

## Werke

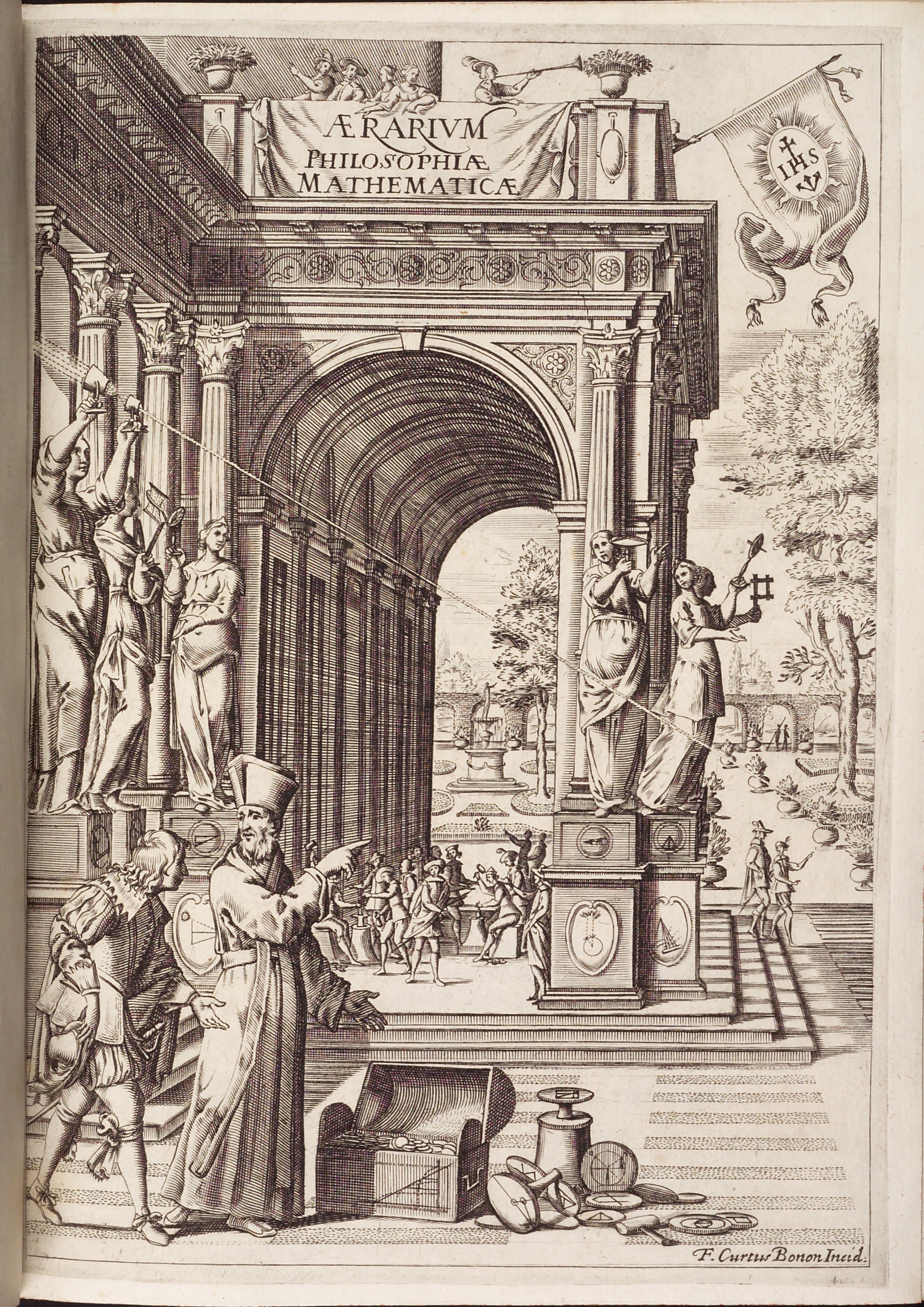
Frontispiz, aus: Mario Bettini, Aerarium philosophiae mathematicae, 3 Bde., Bologna 1648. Mainz, Stadtbibliothek.

- Rubenus hilarotragoedia satyropastoralis. Apud Antaeum Viothum, Parma 1614.
- Ludouicus. Tragicum syluiludium. Apud Anthaeum Viothum, Parma 1622.
- Lyceum e moralibus, politicis, ac poeticis. Apud Evangelistam Deuchinum, Venedig 1626 (google.com).
- Florilegium variorum poematum, et dramatum pastoralium. Apud Franciscum de la Botiere, Lyon 1633.
- Apiaria Universae Philosophiae Mathematicae, in quibus Paradoxa, et nova pleraque machinamenta ad usus eximios traducta et facillimis demonstrationibus confirmata exhibentur, 3 Bände Bologna: Typis Io. Baptistae Ferronij; Venedig: Apud Paulum Baleonium, 1642–55.
- Aerarium philosophiae mathematicae. Band 1. Giovanni Battista Ferroni, Bologna 1647 (beic.it).
- Aerarium philosophiae mathematicae. Band 2. Giovanni Battista Ferroni, Bologna 1648 (beic.it).
- Aerarium philosophiae mathematicae. Band 3. Giovanni Battista Ferroni, Bologna 1648 (beic.it).
- Recreationum Mathematicarum. Giovanni Battista Ferroni, Bologna 1659.